# 性禁慾

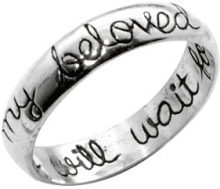
禁欲主义者所佩戴的贞洁指环

性禁慾（英語：sexual abstinence或sexual restraint）是指因醫學、法律、社會、經濟、哲學、道德或宗教的原因，避免部分或所有性行為的一种禁欲，有別於無性戀。在某些国家，社会规范或法律要求人们在婚前禁欲，这被认为是贞操的一部分。
禁欲可以是自愿的（当个人出于道德，宗教，哲学等原因而选择不进行性活动）、社交情况的非自愿（当人们找不到任何愿意发生性关系的性伴侣时）或法律强制规定（例如在某些法律规定婚外性行为是犯罪的国家）。

## 历史
在古代，人们出于健康和社会原因，不鼓励濫交。据毕达哥拉斯所说，性行为应当在冬季进行，不应当在夏季。但不论哪个季节，都会对男性的健康造成伤害，因为精液的流失会使男性的身体和精神上都疲惫不堪。对女性而言，性禁欲可能与琐罗亚斯德信徒的善恶观念融合在一种哲学中，称为诺斯替教，它影响了基督教和伊斯兰教对性行为的态度。不过基督教在诺斯替教和琐罗亚斯德教出现之前就坚持性禁欲，这见于《旧约》“法律要求结婚者需是处女且为其提供特别保护。”（《申命记》第22章）。
纵观整个历史，特别是在20世纪之前，许多人认为禁欲可以带来很多益处。对男性而言，不节制地进行性活动被认为会降低活力。在现代，人们从生物学的角度证实了这个观点，射精会加快诸如卵磷脂和磷等重要营养素的消耗，而这些营养素在大脑中的含量很高(換句話說縱欲可使人愚鈍)。据称，对精液的养护可以使其被重新吸收回血液中，这有助身体的健康发育。依据这些观点，著名的德国哲学家弗里德里希·尼采（Friedrich Nietzsche）说过禁欲的正面影响：“血液对精液的再吸收……也许会刺激能量，动荡的能量将克服阻力……迄今为止，禁欲的牧师和隐士的身体上所拥有的能量是最强的。”（引自沃尔特·考夫曼的著作《Nietzsche: Philosopher, Psychologist, Antichrist》第222页）。在1960年代的“性革命”之前，医学界人士普遍认为，男性的许多精神疾病和身体疾病主要是由于精液排出导致的营养损失，保留精液能够保持健康，提高活力和智力。这也适用于通常被认为会导致尿床和手掌发毛的手淫。

## 孕期禁欲

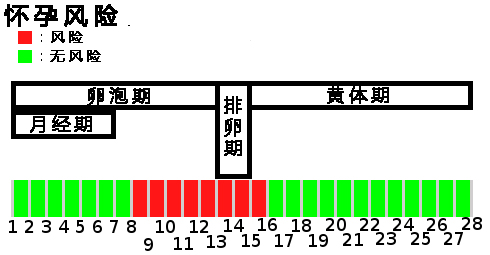
有关女性孕期的示意图

女性可以选择在生育期性禁欲。

## 长期禁欲

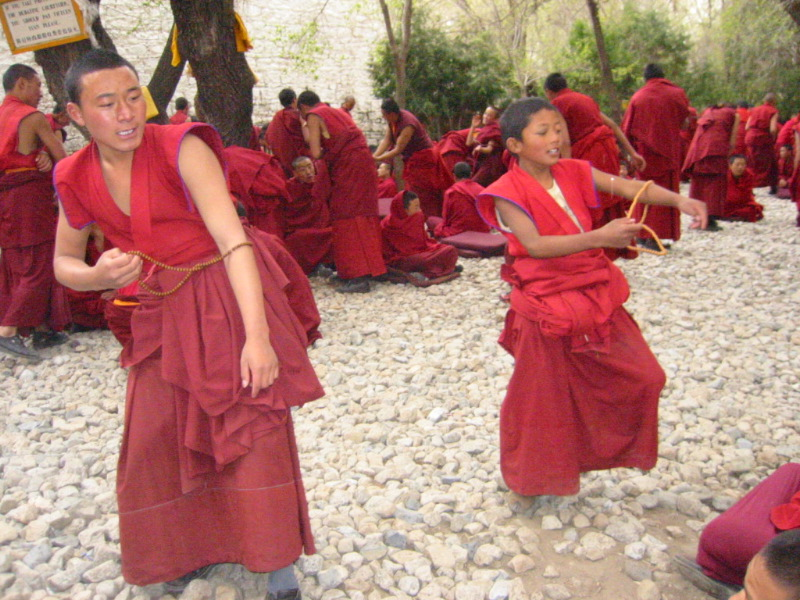
西藏的比丘由于宗教的要求而禁欲

长期禁欲通常与哲学或宗教禁慾主義联系在一起，并与婚前禁欲区分开来。禁欲通常被认为是一种对自然的性欲望的自我控制的行为。性格力量的展现让禁欲者为那些无法控制自己的“基本欲望”的人树立了榜样。有时，禁欲被那些拒绝接触物质世界的人视为伟大的社会技能。并且一些提倡性禁欲的团体和導师认为，性禁欲是达到特定智力或精神状态的一种必要手段，或者说是允许一个人实现所需的自我控制或自我意识。

## 健康影响
禁欲有助于防止传染性性病的传播，例如盆腔炎，HPV等。然而，纯禁欲教育在预防性病传播和未成年女性怀孕方面效果不佳，综合性教育往往对上述问题更为有效。

## 另見
- 貞節旌表
- 禁慾主義

## [9]參考文獻
1. ↑  . orientaldaily.on.cc.   [2017-11-20]. （原始内容存档于2019-05-23）.
2. ↑  . blog.sina.com.cn.   [2017-11-20]. （原始内容存档于2017-12-01）.
3. ↑  . Apple Daily 蘋果日報.   [2017-11-20]. （原始内容存档于2019-05-21）.
4. ↑  .   [2017-11-20]. （原始内容存档于2017-12-01）.
5. ↑  . www.fed.cuhk.edu.hk.   [2017-11-20]. （原始内容存档于2006-04-26）.
6. ↑  . hokkfabrica.com.   [2017-11-20]. （原始内容存档于2020-11-24）.
7. ↑  .   [2017-11-20]. （原始内容存档于2019-09-04）.
8. ↑  .   [2020-04-27]. （原始内容存档于2016-03-04）.
9. ↑  . 荷兰在线中文网 HelanOnline | 停止更新 | 2008-2020 历史存档 | 请访问新网站.   [2022-12-12]. （原始内容存档于2019-09-04） （中文（简体））.